# Estação Penha Circular
Penha Circular é uma estação de trem do ramal de Gramacho/Saracuruna, na Zona Norte do Rio de Janeiro.

## História
O bairro Penha Circular é considerado uma extensão do bairro da Penha na cidade do Rio de Janeiro. Recebe este nome pois quando ainda havia trens Maria Fumaça, eles utilizavam de uma linha circular que havia no local da atual estação para manobrar as locomotivas. Esta pequena estação fornece acesso ao Hospital Estadual Getúlio Vargas, Hospital Mário Kroeff, a fábrica da marca DeMillus e ao Parque Ary Barroso, onde fica a Arena Carioca Dicró. A estação se localiza entre a estação Penha e a estação Brás de Pina.
Foi ponto final do primeiro trecho de trens elétricos da Estrada de Ferro Leopoldina, em 10 de Março de 1966 foi inaugurado o trecho Francisco Sá - Penha Circular. Os trens elétricos circulavam durante os picos matutino e vespertino, parando somente em Triagem e em Penha Circular.

## Plataforma
|  | ↑ a ↑ |

| 1 |

|  | ↓ b ↓ |

|  | ↑ a ↑ |

| 1 |

|  | ↓ b ↓ |

|  | ↑ a ↑ |

| 1 |

|  | ↓ b ↓ |

|  | ↑ a ↑ |

| 1 |

|  | ↓ b ↓ |